# Okręg wyborczy Wells
Okręg wyborczy Wells powstał w 1295 r. i wysyłał do angielskiej, a następnie brytyjskiej, Izby Gmin dwóch deputowanych. Okręg zlikwidowano w 1868 r., ale przywrócono ponownie w 1885 r. jako okręg jednomandatowy. Okręg obejmuje miasto Wells w hrabstwie Somerset.

## Deputowani do brytyjskiej Izby Gmin z okręgu Wells

### Deputowani w latach 1660–1868
- 1660–1661: Thomas White
- 1660–1661: Henry Bull
- 1661–1671: lord Richard Butler
- 1661–1679: Maurice Berkeley
- 1671–1679: John Hall
- 1679–1680: Edward Berkeley
- 1679–1685: William Coward
- 1680–1685: John Hall
- 1685–1690: Thomas Wyndham
- 1685–1701: Edward Berkeley
- 1690–1690: William Coward
- 1690–1695: Hopton Wyndham
- 1695–1705: William Coward
- 1701–1708: Henry Seymour Portman
- 1705–1708: Maurice Berkeley
- 1708–1713: Edward Colston
- 1708–1710: William Coward
- 1710–1716: Maurice Berkeley
- 1713–1715: Thomas Wroth
- 1715–1716: Thomas Strangways Horner
- 1716–1716: William Coward
- 1716–1722: William Piers
- 1716–1717: Thomas Strangways Horner
- 1717–1719: John Dodd
- 1719–1735: Thomas Edwards
- 1722–1727: Francis Gwyn
- 1727–1729: Edward Prideaux Gwyn
- 1729–1734: William Piers
- 1734–1735: George Hamilton
- 1735–1741: William Piers
- 1735–1747: George Speke
- 1741–1754: Francis Gwyn
- 1747–1754: George Hamilton
- 1754–1757: Edward Digby, 6. baron Digby
- 1754–1761: Charles Tudway
- 1757–1761: Robert Digby
- 1761–1765: Henry Digby, 7. baron Digby
- 1761–1815: Clement Tudway
- 1765–1782: Robert Child
- 1782–1784: John Curtis
- 1784–1790: William Thomas Beckford
- 1790–1796: Henry Berkeley Portman
- 1796–1830: Charles William Taylor
- 1815–1830: John Paine Tudway
- 1830–1832: John Edwards-Vaughan
- 1830–1837: John Lee Lee
- 1832–1834: Norman Lamont
- 1834–1837: Nicholas Ridley-Colborne
- 1837–1852: Richard Blakemore
- 1837–1865: William Goodenough Hayter, Partia Liberalna
- 1852–1855: Robert Charles Tudway
- 1855–1868: Hedworth Jolliffe, Partia Konserwatywna
- 1865–1868: Arthur Hayter

### Deputowani po 1885 r.
- 1885–1895: Richard Horner Paget
- 1895–1899: Hylton Jolliffe, Partia Konserwatywna
- 1899–1906: Robert Edmund Dickinson
- 1906–1910: Thomas Ball Silcock, Partia Liberalna
- 1910–1918: George John Sandys, Partia Konserwatywna
- 1918–1922: Harry Greer, Partia Konserwatywna
- 1922–1923: Robert Bruford, Partia Konserwatywna
- 1923–1924: Arthur Hobhouse, Partia Liberalna
- 1924–1929: Robert Sanders, Partia Konserwatywna
- 1929–1939: Anthony Muirhead, Partia Konserwatywna
- 1939–1951: Dennis Coleridge Boles, Partia Konserwatywna
- 1951–1970: Lynch Maydon, Partia Konserwatywna
- 1970–1983: Robert Boscawen, Partia Konserwatywna
- 1983– : David Heathcoat-Amory, Partia Konserwatywna